# Opovo (općina)
Općina Opovo je jedna od općina u Republici Srbiji. Nalazi se u AP Vojvodini i spada u Južnobanatski okrug. Po podacima iz 2004. općina zauzima površinu od 203 km² (od čega na poljoprivrednu površinu otpada 16.772 ha, a na šumsku 71 ha). 
Centar općine je grad Opovo. Općina Opovo se sastoji od 4 naselja. Po podacima iz 2002. godine u općini je živjelo 11.016 stanovnika, a prirodni priraštaj je iznosio –3,9 %. Po podacima iz 2004. broj zaposlenih u općini iznosi 1.214 ljudi. U općini se nalazi 4 osnovne škole.
Općina Opovo je jedna od najmanjih općina u Vojvodini.

## Naseljena mjesta
Općinu Opovo čine četiri naselja: 
- Opovo
- Sakule
- Sefkerin
- Baranda

## Stanovništvo
Etnička struktura općine:
- Srbi (86,3 %)
- Hrvati (2,62 %)
- Jugoslaveni (2,03 %)
- Romi (1,69 %)
- Rumunji (1,67 %)